# Marcus Carvalhaes
Marcus Vinicius Albrecht Carvalhaes (Rio de Janeiro, 12 de maio de 1992) é um jogador de voleibol de praia brasileiro  que foi medalhista de bronze no Campeonato Mundial de Voleibol de Praia Sub-21 de 2011 no Canadá.

## Carreira
Marcus é filho do ex-jogador de vôlei de praia Big. Iniciou sua trajetória no voleibol ainda criança, tendo uma certa indecisão onde atuaria mais, no vôlei de praia ou indoor.No voleibol indoor teve passagem pela categoria infanto-juvenil do Flamengo, deixando as quadras para dedicar-se inteiramente a praia, jogando por muitos anos com seu irmão Guto.
Aos 16 anos estava formou dupla com Ramon Gomes Jogos da CPLP de 2008, sediados no Rio de Janeiro, evento multidesportivo das Comunidade dos Países de Língua Portuguesa, nos moldes dos Jogos da Lusofonia
Em 2009 disputou ao lado do Jô Gomes o Campeonato Mundial de Vôlei de Praia Sub-19 em Blackpool terminando na nona posição, mesma colocação obtida em 2010 no Campeonato Mundial de Vôlei de Praia Sub-19 em Portugal, jogando com Ramon Gomes.Em 2010 disputou ao lado de Jô os Jogos Sul-Americanos de 2010 em Medellín, e finalizaram na quinta posição. 
Em 2011 mudou de parceiro e passou a jogar com Vitor Felipe e no Campeonato Mundial de Vôlei de Praia Sub-21 de 2011 realizado no Canadá ocasião da conquista da medalha de bronze, e com este atleta disputou a edição da Universíada de Verão de 2011finalizando na quinta colocação.
Na edição seguinte do Campeonato Mundial Sub-21 de 2012 jogando ao lado de seu irmão Guto obteve o quinto lugar.Na temporada de 2013 disputou com o Márcio Gaudie o Circuito Banco do Brasil Sub-23: Campo Grande MS.Disputou a etapa do Circuito Sul-Americano de Vôlei de Praia de 2013 ao lado de Leonardo Gomes e finalizaram em quinto lugar.
No ano de 2014 disputou a edição do Campeonato Mundial de Vôlei de Praia Sub-23, sediado em Myslowice, Polônia, jogando com Saymon Barbosa Santos encerrou na quinta colocação.Fez dupla com o campeão olímpico indoor Rodrigão.

## Títulos e resultados
- Etapa de Asunción do Circuito Sul-Americano de Vôlei de Praia:2011-12[2]
- Etapa de Maringá do Circuito Brasileiro  Nacional de Vôlei de Praia:2016-17[2]
- Etapa de João Pessoa do Circuito Brasileiro  Nacional de Vôlei de Praia:2016-17[2]
- I Etapa de Rio de Janeiro do Circuito Brasileiro  Nacional de Vôlei de Praia:2015-16[2]
- Etapa de Salvador do Circuito Brasileiro  Nacional de Vôlei de Praia:2015-16[2]
- II Etapa de Campinas do Circuito Brasileiro  Nacional de Vôlei de Praia:2013-14[2]
- Etapa de Belo Horizonte do Circuito Brasileiro  Nacional de Vôlei de Praia:2012-13[2]
- Circuito Brasileiro de Voleibol de Praia Sub-21:2012[2]
- Etapa de Santa Catarina do Circuito Brasileiro Sub-21:2012[2]
- Etapa do Ceará do Circuito Brasileiro Sub-21:2012[2]
- Etapa do Paraná do Circuito Brasileiro Sub-21:2012[2]
- Etapa da Paraíba do Circuito Brasileiro Sub-21:2012[2]
- Etapa de Brasília do Circuito Brasileiro Sub-21:2012[2]
- Etapa do Rio de janeiro do Circuito Brasileiro Sub-21:2012[2]
- Etapa de Rio Branco do Circuito Estadual de Vôlei de Praia:2011[2]
- Etapa de Itaúna do Circuito Estadual de Vôlei de Praia:2011[2]
- Etapa de Palmas do Circuito Estadual de Vôlei de Praia:2011[2]
- Etapa de Itumbiara do Circuito Estadual de Vôlei de Praia:2011[2]
- Etapa de Pernambuco do Circuito Estadual de Vôlei de Praia:2011[2]
- Etapa de Pará do Circuito Estadual de Vôlei de Praia:2011[2]
- Etapa do Rio de Janeiro do Circuito Estadual de Vôlei de Praia:2010[2]
- Circuito Brasileiro de Voleibol de Praia Sub-21:2011[2]
- Etapa de Vitória do Circuito Brasileiro Sub-21:2011[2]
- Etapa de Balneário Camboriú do Circuito Brasileiro Sub-21:2011[2]
- Etapa do Guarujá do Circuito Brasileiro Sub-21:2011[2]
- Etapa de Salvador do Circuito Brasileiro Sub-21:2011[2]
- Etapa de Aracaju do Circuito Brasileiro Sub-21:2011[2]
- Etapa de Maceió do Circuito Brasileiro Sub-21:2011[2]
- Etapa de Recife do Circuito Brasileiro Sub-21:2011[2]
- Etapa de Cabo Frio do Circuito Brasileiro de Vôlei de Praia:2009[2]

## Premiações Individuais
[carece de fontes?]